# 노이바우
노이바우(독일어: Neubau)는 오스트리아 빈의 제 7구역이다.